# 和歌山県の資格者配置路線
和歌山県の資格者配置路線（わかやまけんのしかくしゃはいちろせん）とは、交通誘導警備業務に関し、道路又は交通の状況により、和歌山県公安委員会が道路における危険を防止するため必要と認める路線である。当該路線で交通誘導警備業務を実施するにあたっては、交通誘導警備業務を実施する場所ごとに、交通誘導警備業務1級検定又は2級検定の合格証明書の交付を受けた警備員を1名以上配置しなければならない。

## 告示・施行
- 2007年3月20日：告示
- 2007年10月1日：施行
- 2018年4月1日：追加路線があるため改正

## 路線一覧
| 路線                                  | 区間                                                                 |
| ------------------------------------- | -------------------------------------------------------------------- |
| 国道24号                              | 和歌山県の全域                                                       |
| 国道26号                              | 和歌山県の全域                                                       |
| 国道42号                              | 和歌山県の全域                                                       |
| 国道370号                             | 和歌山県の全域                                                       |
| 国道371号                             | 橋本市柱本（府県境）から同市清水212番1地先まで                       |
| 国道424号                             | 紀の川市打田588番4地先から海南市沖野々30番3地先まで                  |
| 和歌山県道7号粉河加太線               | 全域                                                                 |
| 和歌山県道13号和歌山橋本線            | 和歌山市堀止東一丁目2番33地先から紀の川市貴志川町神戸437番１地先まで |
| 和歌山県道15号新和歌浦梅原線          | 全域                                                                 |
| 和歌山県道17号和歌山停車場線          | 全域                                                                 |
| 和歌山県道135号和歌山海南線           | 和歌山市手平三丁目6番25地先から同市紀三井寺756番1地先まで            |
| 和歌山県道138号和歌山野上線           | 和歌山市雑賀屋町東ノ丁71番地先から同市田中町五丁目１番10地先まで     |
| 和歌山県道145号鳴神木広線             | 和歌山市田中町五丁目１番10地先から同市鳴神1010番11地先まで           |
| 和歌山県道・大阪府道752号和歌山阪南線 | 和歌山県の全域                                                       |
| 和歌山市道和歌浦中之島紀三井寺線      | 和歌山元寺町四丁目17番地先から同市手平三丁目6番25地先まで            |